# Man'yōgana

Evolució del hiragana a partir del man'yōgana

El Man'yōgana (万叶仮名) és una antiga forma d'escriptura kana japonesa que utilitza caràcters xinesos, anomenats kanji, per a representar sons japonesos. Encara que no és clar a partit de quan es fa servir, sí que s'ha demostrat que s'utilitza com a mínim del segle vi ençà. El nom procedeix del Man'yōshū (万叶集, "Antologia de la miríada de fulls"), una antologia de poesia japonesa del Període Nara escrita en man'yōgana.
La principal característica del man'yōgana és que fa servir el kanji pel seu valor fonètic, en comptes de fer-ho pel seu significat. Un mateix so pot ser representat per nombrosos kanjis, i a la pràctica els escriptors trien el kanji amb significació més adequada. A vegades, el man'yōgana va passar a esdevenir un katakana o un hiragana. El hiragana va evolucionar a partir de caràcters dels man'yōgana escrits en cursiva, en estil sōsho. D'altra banda, el katakana és basat en parts de determinats caràcters man'yōgana, essent desenvolupat per monjos budistes com una forma d'escriptura taquigràfica. Atès que diversos kanji poden tenir el mateix so, hi ha el cas d'un caràcter man'yōgana que ha evolucionat cap a un caràcter hiragana, mentre que el seu equivalent katakana ha evolucionat a partir d'un altre kanji man'yōgana diferent. Per exemple, el hiragana る (ru) ha evolucionat a partir del man'yōgana 留, mentre que el Katakana ル (ru) procedeix del man'yōgana 流. L'estudi del man'yōgana ha revelat que podia representar més sons dels representats pel katakana/hiragana, tenint vuit sons vocàlics respecte a les cinc vocals actuals del kana.
L'ús de múltiples kanji per a representar una única síl·laba va conduir també al hentaigana (変体仮名), unes formes de caràcters alternatives al hiragana. El hentaigana va ser oficialment no recomanat el 1900.
En l'actualitat, el man'yōgana és continua d'emprar en certs noms regionals, especialment a Kyushu. Un fenomen similar al man'yōgana, anomenat ateji (当て字) encara existeix avui dia; consisteix en lletrejar algunes paraules (especialment estrangeres) utilitzant el kanji pel seu valor fonètic, com per exemple 倶楽部(kurabu, club).